# Třída Čchŏndži
Třída Čchŏndži (jinak též třída AOE-I) jsou bojové podpůrné lodě námořnictva Korejské republiky. Jejich hlavním úkolem je dodávat válečným lodím palivo, vodu, munici a další zásoby. Jejich podpora jihokorejskému námořnictvu umožňuje projekci síly na velké vzdálenosti. Celkem byly postaveny tři lodě této třídy. Všechny jsou v aktivní službě.

## Pozadí vzniku
Jihokorejská loděnice Hyundai Heavy Industries (HHI) v Ulsanu postavila celkem tři jednotky této třídy.
Jednotky třídy Čchŏndži:
| Jméno                  | Založení kýlu     | Spuštěna          | Vstup do služby  | Status  |
| ---------------------- | ----------------- | ----------------- | ---------------- | ------- |
| ROKS Čchŏndži (AOE-57) | 17. srpna 1989    | 26. července 1990 | 4. ledna 1991    | aktivní |
| ROKS Tečchong (AOE-58) | 3. listopadu 1995 | 20. ledna 1997    | 1. prosince 1997 | aktivní |
| ROKS Hwačchŏn (AOE-59) | listopad 1996     | 27. srpna 1997    | 1. května 1998   | aktivní |

## Konstrukce

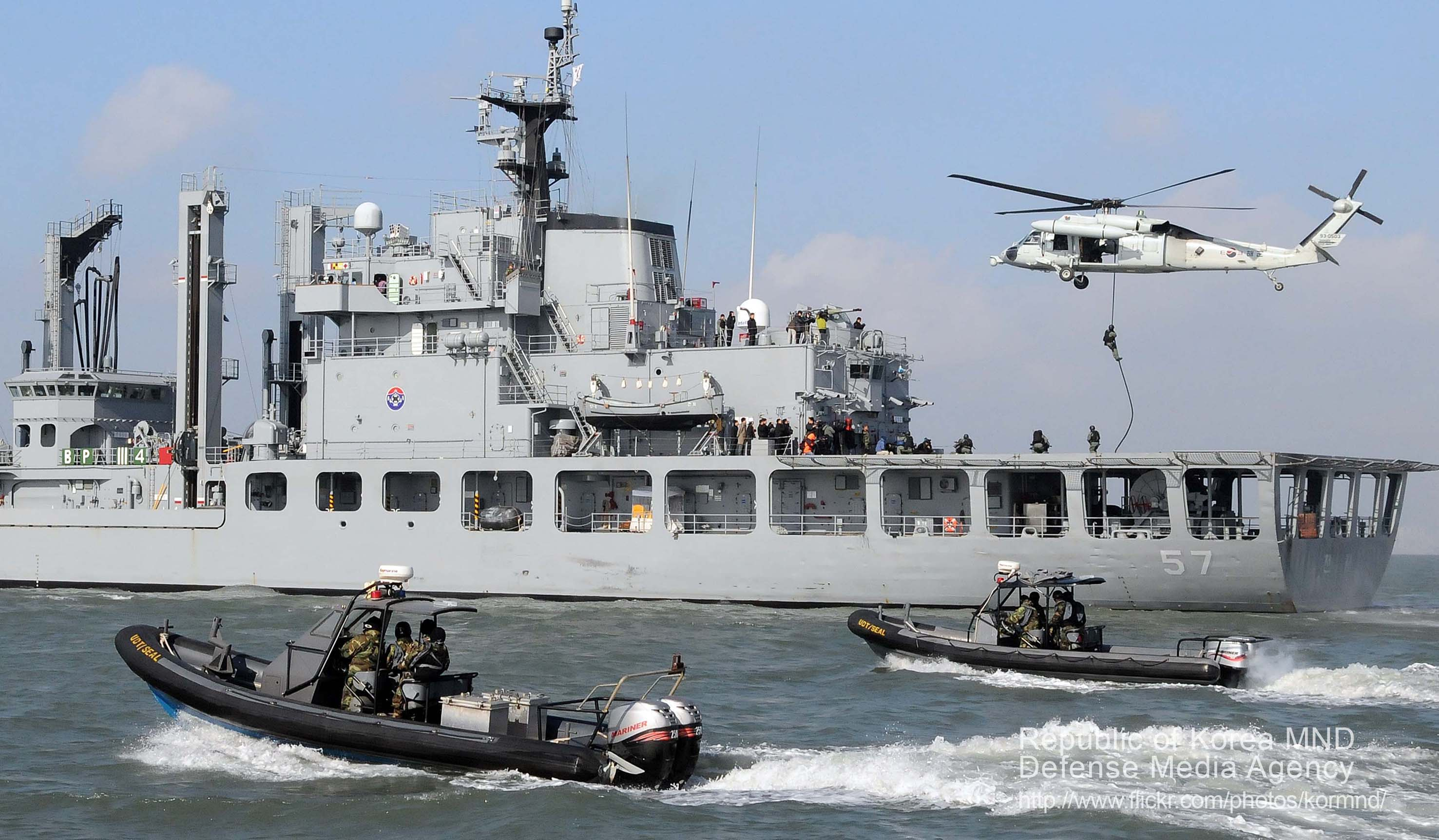
ROKS Čchŏndži (AOE-57)

Elektroniku tvoří dva navigační radary Decca. Každé plavidlo může dodávat zásoby dvěma lodím najednou. Plavidla mají kapacitu 4200 tun paliva a 450 tun dalších zásob. Jsou vybavena dvěma jeřáby a čtyřmi zásobovacími stanicemi – jednou pro pevné a jednou pro kapalné zásoby na každém boku. Na zádi nesou přistávací plochu pro zásobovací vrtulník. Nejsou vybaveny hangárem. První jednotka je vyzbrojena dvěma 30mm dvojkanóny ve věžích Emerlec a dvěma 20mm kanóny M61 Vulcan. Druhá a třetí jednotka mají dva 40mm dvojkanóny ve věžích No Bong a dále rovněž dva 20mm kanóny M61 Vulcan. K obraně dále slouží vrhače klamných cílů DAGAIE. Pohonný systém tvoří dva diesely o celkovém výkonu 15 600 hp, pohánějící dva lodní šrouby. Nejvyšší rychlost dosahuje 20 uzlů. Dosah je 4500 námořních mil při ekonomické rychlosti 15 uzlů.